# Daoismus

Dào

Der Daoismus (chinesisch 道家, Pinyin dàojiā – „Lehre des Dao, Lehre des Weges“), gemäß anderen Umschriften auch Taoismus, ist eine chinesische Philosophie und Weltanschauung, die auch als Chinas eigene und authentische Religion angesehen wurde. Seine historisch gesicherten Ursprünge liegen vor dem 4. Jahrhundert v. Chr., als das Daodejing (in älteren Umschriften Tao te king, Tao te ching u. Ä.) des Laozi (Laotse, Lao-tzu) entstand. Während der frühe Daoismus als 道家 (dàojiā) bezeichnet wird, wird der spätere 道教 (dàojiào) genannt. Dementsprechend gilt der frühe als "philosophischer" und der späte als "religiöser" Daoismus. Obwohl zwischen beiden teils gewichtige Unterschiede bestehen, halten viele Forscher auf diesem Gebiet diese Unterscheidung für künstlich, da beide nicht scharf voneinander abgrenzbar seien. Diese Unterscheidung liefert jedoch eine erste grobe Orientierung und ist nach wie vor im Gebrauch.
Neben Konfuzianismus und Buddhismus ist der Daoismus eine der Drei Lehren (三教,  sānjiào), durch die China maßgeblich geprägt wurde. Auch über China hinaus haben die Drei Lehren wesentlichen Einfluss auf Religion und Geisteswelt der Menschen ausgeübt. In China beeinflusste der Daoismus die Kultur in den Bereichen der Politik, Wirtschaft, Philosophie, Literatur, Kunst, Musik, Ernährungskunde, Medizin, Chemie, Kampfkunst und Geographie.

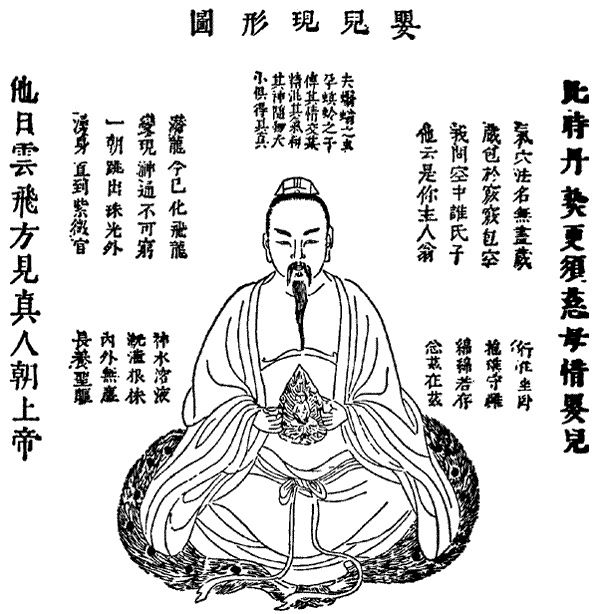
Daoistischer Adept

## Entstehung
Wann genau die daoistische Lehre entstanden ist, bleibt weiterhin unklar. Der Daoismus hat erst in einem langen Entwicklungsprozess Form angenommen, wobei fortlaufend Strömungen des Altertums integriert wurden. Mit der daoistischen Lehre wird viel Gedankengut aufgegriffen, das in China zur Zeit der Zhou-Dynastie (1040–256 v. Chr.) weit verbreitet war. Dazu gehören die kosmologischen Vorstellungen von Himmel und Erde, die Fünf Wandlungsphasen, die Lehre vom Qì (Energie), Yin und Yang und das Yijing (I Ging), aber auch die Tradition der Körper- und Geisteskultivierung, mittels deren mit Atemkontrolle und anderen Techniken wie Taijiquan und Qigong, Meditation, Visualisation und Imagination, Alchemie und magischen Techniken die Lebensverlängerung erreicht werden wollte.
Die Suche nach Unsterblichkeit, ein zentrales Thema des Daoismus, geht wahrscheinlich auf sehr alte Glaubensinhalte zurück, denn im Zhuangzi, einem daoistischen Klassiker aus dem 4. Jahrhundert v. Chr., werden bereits die Xian, die Unsterblichen, erwähnt, deren wichtigste Der Gelbe Kaiser und Die Königinmutter des Westens sind. Es handelt sich dabei um Gestalten, die möglicherweise schon in der Shang-Zeit im 2. Jahrtausend v. Chr. existiert haben.

### Verbreitung
Aufgrund der verschiedenen Ausprägungsformen – wie der Himmelsmeister, Chongxuan, Huang-Lao, Shangqing, Quanzhen, mit der unklaren Abgrenzung zu anderen Religionen und der mangelnden statistischen Erfassung in China und der Welt – ist die genaue Anzahl der Anhänger des Daoismus nur schwer zu erfassen. Bekannt ist, dass ungefähr acht Millionen Daoisten auf Taiwan leben, wo viele Anhänger der daoistischen Schulen Zuflucht vor der Verfolgung durch die Kulturrevolution suchten. Die daoistische Vereinigung in der Volksrepublik China geht von ungefähr 60 Millionen daoistischen Gläubigen in der VR China aus. Auch unter den Überseechinesen und in anderen asiatischen Ländern wie Malaysia, Singapur, Vietnam, Japan und Korea ist der Daoismus relativ weit verbreitet.

### Laozi und das Daodejing

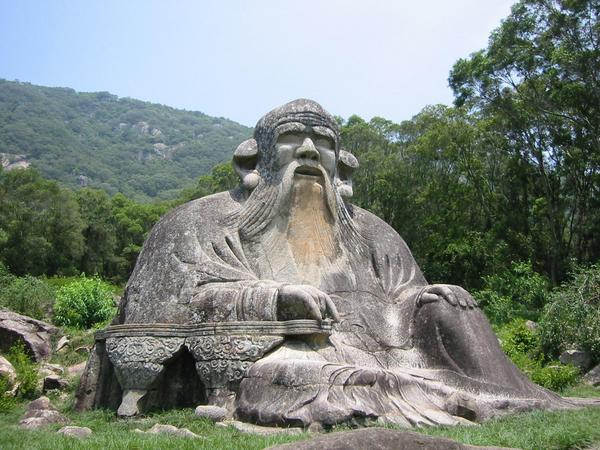
Laozi, überlebensgroße Steinfigur aus der Song-Dynastie in der Nähe von Quanzhou

Ob es einen Denker namens Laozi (chinesisch 老子 – „Meister Lao, der alte Meister“) wirklich gegeben hat, wird häufig bezweifelt. Traditionell wird ihm das Daodejing (der Klassiker vom Dao und vom De) zugeschrieben. "Dao" steht für den Weg ebenso wie für das höchste Prinzip der Wirklichkeit, "De" lässt sich sowohl mit "Tugend" als auch mit "Wirkkraft" ins Deutsche übersetzen. Laozis Biographie ist von Legenden umrankt und äußerst umstritten. Er soll zur Zeit der Frühlings- und Herbstannalen im 6. Jahrhundert v. Chr. gelebt haben, die von Unruhen und Kriegen geprägt war. Sie stellt eine Blütezeit der chinesischen Philosophie dar, da viele Gelehrte sich Gedanken machten, wie wieder Frieden und Stabilität erreicht werden könnten. Man spricht daher auch von der Zeit der Hundert Schulen. Das Daodejing enthält eine solche Lehre, die sich an den Herrscher richtet und Frieden hervorrufen will. Das Daodejing wird daher oft als ein politisches Werk über die Kunst des rechten Regierens durch Nicht-Handeln und die Orientierung an einem weisen Herrscher gelesen.
Das Daodejing wird auch mit dem Namen seines legendären Verfassers als Laozi bezeichnet. In seiner heutigen Form wird es in zwei Bücher mit insgesamt 81 Kapiteln unterteilt. Der erste Teil behandelt das Dao, der zweite das De. Das Buch stellt jedoch keine logisch aufgebaute Konstruktion einer Weltanschauung dar, sondern erscheint vielmehr als eine ungeordnete Sammlung mystischer Aphorismen, die zu eigener, subjektiver Interpretation anregen. Daher entstanden im Lauf der Zeit auch mehrere hundert Kommentare als Auslegungen des Texts sowie hunderte Übersetzungen. Es gibt eine Sammlung von "Reflektionen auf das Taoistische Weltbild" im Abendland mit Bezug auf alle 81 Sinnsprüche des Daodejing.

### DasZhuangzi
Ganz anders geschrieben ist dagegen das Nanhua zhen jing, „Das wahre Buch vom südlichen Blütenland“ (eigentlich „Das wahre Buch aus Nanhua“, der Stadt, aus der Zhuangzi stammt, der auch „der wahre Mensch aus Nanhua“ genannt wurde). Es wurde im 4. Jahrhundert v. Chr. mit Bezug auf das Daodejing von Zhuangzi (Dschuang Dsi, Chuang-tzu, etwa 369–286 v. Chr.) verfasst, nach dem es auch Zhuangzi (auch Dschuang Dsi) genannt wird. In ihm wird das Wesen des Daoismus in oft paradoxen Parabeln und Anekdoten erläutert, in die philosophische Diskussionen eingeflochten sind. Zhuangzi greift dabei einige Vorstellungen vom Daodejing auf, weist aber andere weit von sich – so ist von der politischen Zielsetzung des Laozi bei ihm nichts mehr viel übrig. Während Laozi auf das Wirken eines weisen Herrschers setzt, verspottet Zhuangzi die Mächtigen. Der weltabgewandte Weise (Zhenren) ist sein Idealbild. Wie beim Daodejing ist auch hier die Autorschaft umstritten. Zwar ist Zhuangzi mit Sicherheit eine historische Persönlichkeit, das Buch wurde aber wahrscheinlich in großen Teilen von seinen Schülern zusammengetragen.

### DasLiezi
Das Liezi (auch Lieh-tzu oder Liä Dsi) oder das „Wahre Buch vom quellenden Urgrund“ ähnelt in einigen Abschnitten dem Zhuangzi. Die oft auf humorvolle Art dargebrachten Weisheiten wurden, so vermuten einige Gelehrte, in einem Zeitraum von etwa sechshundert Jahren (300 v. Chr. bis 300 n. Chr.) zusammengestellt. Andere sehen in Liezi eine historische Persönlichkeit, welche noch vor Zhuangzi gelebt hat, oder man ordnet das Buch einer philosophischen Schule zu. Das Buch umfasst die Lehren der Philosophen Liä Yü Kou und Yang Dschu, wobei Richard Wilhelm darauf hinweist, dass es für Ersteren keinen historischen Nachweis gibt. Die im ersten Buch gegebenen „Offenbarungen der unsichtbaren Welt“ zeigen die tiefgehende daoistische Auseinandersetzung mit philosophischen Fragen, wenn etwa im vierten Abschnitt ein Ausspruch des Herrn der gelben Erde zitiert wird: „Der Geist geht ein zu seinen Toren, der Leib kehrt heim zu seiner Wurzel, wie soll das Ich da dauern können?“, oder im siebten und achten Abschnitt zwei dem Konfuzius (im Text: Dschung Ni), bzw. dem „Meister Yän“ zugeschriebene Zitate gebracht werden, in denen es sinngemäß heißt: „Groß ist der Tod: Die Guten bringt er zur Ruhe, die Schlechten unterwirft er.“
Zur Zeit des Laozi und des Zhuangzi ist weder eine philosophische noch eine religiöse Organisation nachweisbar, die man Daoismus nennen könnte. Es gibt nur vereinzelte Texte, die von daoistischem Gedankengut zeugen und die später, als sich daoistische Organisationen gründeten, als kanonische Schriften aufgefasst wurden. Jedoch ist unstrittig, dass viele dieser Texte im Zusammenhang mit religiösen Praktiken und Glaubensinhalten entwickelt wurden.

## Daoismus zwischen Philosophie und Religion
Der Daoismus ist eine ebenso facettenreiche Erscheinung wie andere Glaubensrichtungen auch. Im Laufe seiner über zweitausendjährigen Geschichte wurden die unterschiedlichsten Lehren und Systeme herausgebildet. 
Während der philosophische Daoismus einige Jahrhunderte vor der Qin-Zeit (211–207 v. Chr.) entstand, werden die Anfänge des religiösen Daoismus erst auf nach Zeitenwende während der Östlichen Han-Dynastie (25–220 n. Chr.) datiert. Ersterer umfasst die philosophischen Ideen von Laozi und Zhuangzi sowie die Texte der Huanglao-Schule, letzterer ein polytheistisches System mit Ahnen- und Götterverehrung sowie einem ausgefeilten Ritualwesen. An die Stelle des Strebens nach spiritueller Transzendenz tritt beim religiösen Daoismus die Suche nach praktischen Wegen zu physischer Unsterblichkeit.  
Die Unterscheidung zwischen Daoismus als Religion und Daoismus als Philosophie, die lange ausgehend von der Sinologie verwendet wurde, gilt heute zunehmend als begrifflich unscharf. Sie stellt eher ein Hilfsmittel der westlichen Sinologie dar und wurde eingeführt, um verschiedene Aspekte der langen Geschichte des Daoismus leichter beschreiben zu können. Dennoch wird auch im Chinesischen zwischen philosophischem Daoismus (Daojia, 道家,  dàojiā) und religiösem Daoismus (Daojiao, 道教,  dàojiào) unterschieden. Das Begriffspaar ermöglicht mit seiner Beschreibung der beiden Entwicklungsphasen des Daoismus eine erste, hilfreiche Gliederung, ist nach Ansicht vieler heutiger Forscher jedoch nur von begrenztem Nutzen. Der Sachverhalt sei sehr viel mehrgestaltiger, als es diese Vereinfachung nahelege. Viele heutige Sinologen sehen im religiösen Daoismus die praktische Verwirklichung einiger Aspekte des philosophischen Daoismus. Die Trennung von religiösem und philosophischem Daoismus ist daher eine Vereinfachung; in der Forschung gibt es daher Tendenzen, diese Unterscheidung nicht mehr zu verwenden, weil sie der Komplexität des Gegenstands nicht gerecht werde.  

## Das Dao
Das Wort „Daoismus“ ist abgeleitet vom Dao (Tao), einem Begriff der chinesischen Philosophie, der bereits vor dem Daodejing verwendet wurde, aber erst in diesem Text seine zentrale Stellung und besondere, universale Bedeutung erhielt. Dao bedeutete ursprünglich „Weg“, im klassischen Chinesisch aber bereits „Methode“, „Prinzip“, „der rechte Weg“. Bei Laozi nimmt dann der Begriff des Dao die Bedeutung eines der ganzen Welt zugrunde liegenden, alldurchdringenden Prinzips an. Es ist die höchste Wirklichkeit und das höchste Mysterium, die uranfängliche Einheit, das kosmische Gesetz und Absolute. Aus dem Dao entstehen die „zehntausend Dinge“, also der Kosmos, und auch die Ordnung der Dinge entsteht aus ihm, ähnlich einem Naturgesetz, doch ist dem Dao selbst kein omnipotentes Wesen zuzuschreiben, sondern es ist Ursprung und Vereinigung der Gegensätze, womit es letztlich undefinierbar ist.
Philosophisch könnte man das Dao als jenseits aller Begrifflichkeit fassen, weil es der Grund des Seins, die transzendente Ursache ist und somit alles, auch den Gegensatz von Sein und Nicht-Sein, enthält. In diesem Sinne kann nichts über das Dao ausgesagt werden, weil jede Definition eine Begrenzung enthält. Das Dao ist aber sowohl unbegrenzte Transzendenz, als auch das dem Kosmos, dem All immanente Prinzip.

„Das Tao, das sich mit Worten beschreiben lässt, ist nicht das wahre Tao.“

Durch das Wirken des Dao wird die Schöpfung durch Zweiheit, Yin und Yang, Licht und Schatten, hervorgebracht, aus deren Wandlungen, Bewegungen und Wechselspielen dann die Welt hervorgeht.
Das De bezeichnet die Wirkkraft des Dao. Es ist im Chinesischen "das, was die Wesen erhalten, um zu entstehen" und ist ein Ausdruck für Wandlungen aus der Manifestation von Potentialitäten und Erscheinungen in der Existenz.

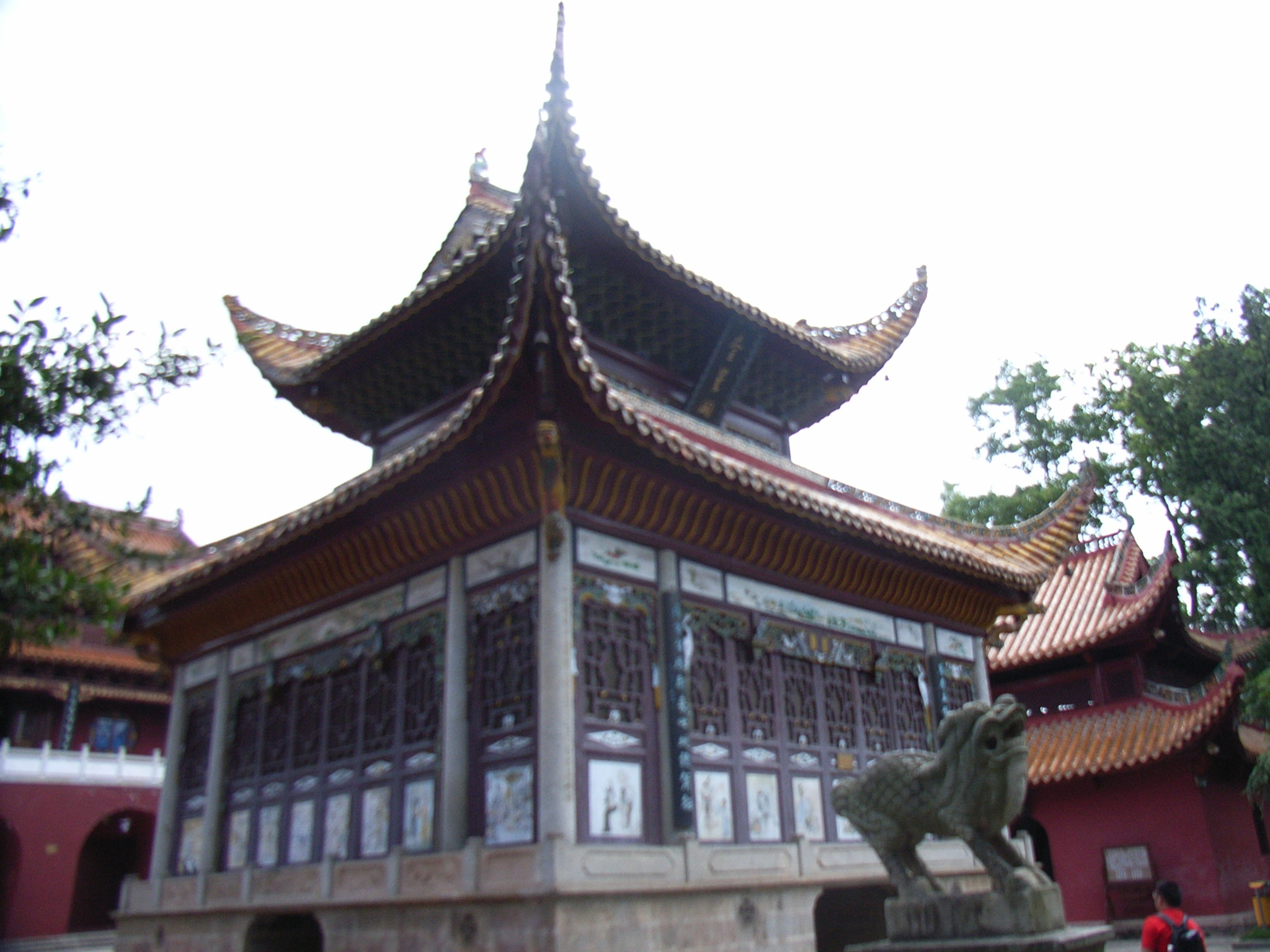
Tempel auf dem Heng-Shan in Hunan

## Daoistische Ethik
Die ethische Lehre des Daoismus besagt, die Menschen sollten sich am Dao orientieren, indem sie den Lauf der Welt beobachten, in welchem sich das Dao äußert. Dadurch können sie immer besser die Gesetzmäßigkeiten und Erscheinungsformen dieses Weltprinzips als De kennenlernen. Da das Dao sich im Ziran, dem „Von-selbst-so-Seienden“, der Natur, offenbart, steht es für Natürlichkeit, Spontaneität und Wandlungsfähigkeit. Der Weise erreicht dabei die Harmonie mit dem Dao weniger durch Verstand, Willenskraft und bewusstes Handeln, sondern vielmehr auf mystisch-intuitive Weise, indem er sich dem Lauf der Dinge anpasst. Der Daoismus besagt, dass es im Kosmos nichts gibt, was fest ist: Alles ist dem Wandel (chin. 易,  yì) unterworfen und der Weise verwirklicht das Dao durch Anpassung an das Wandeln, Werden und Wachsen, welches die phänomenale Welt ausmacht.
In den Wandlungen der Phänomene verwirklicht jedes Ding und Wesen spontan seinen eigenen „Weg“, sein eigenes Dao. Es wird als ethisch richtig erachtet, dieser Spontaneität ihren Lauf zu lassen und nicht einzugreifen, also Wu wei, „Nicht-Eingreifen“, „Nicht-Handeln“ oder „Nicht-Erzwingen“ zu praktizieren. Die Dinge und ihr Verlauf werden als sich selbst ordnend und sich selbst in ihrer Natur entfaltend und verwirklichend angesehen. Es erscheint dem Weisen als sinnlos, seine Energie in einem stetigen Willensakt der Handlung (des Eingreifens in das natürliche Wirken des Dao) zu verschwenden. Vielmehr sollte das Tun angemessen sein. Durch den angestrebten reinen und nicht selbstbezogenen Geist soll ein Handeln möglich werden, das nicht durch eigene Wünsche und Begierden verblendet wird. Der Mensch soll einfach „geschehen lassen“.
Es wird also als klug angesehen, sich möglichst wenig in das Wirken des Dao einzumischen oder sich ihm gar entgegenzustemmen. Besser als durch große Kraftanstrengungen werden Ziele verwirklicht, wenn dafür die natürlichen, von selbst ablaufenden Vorgänge genutzt werden, die durch das Dao bestimmt sind. Dieses Prinzip der Handlung ohne Kraftaufwand ist eben das Wu Wei. Indem der Weise die natürlichen Wandlungsprozesse mitvollzieht, gelangt er zu einer inneren Leere. Er verwirklicht die Annahme und Vereinigung von Gegensätzen, denn das Dao, welches das Yin und Yang hervorbringt, ist die Ursache und Vereinigung dieser beiden. Somit verwirklicht der Weise im Einklang mit den natürlichen Prozessen den Dreh- und Angelpunkt der Wandlungsphasen von Yin und Yang, die leere Mitte der Gegensätze.
Das Daodejing liefert die Weltanschauung, die das Ideal des daoistischen Weisen blieb: Gleichmut, Rückzug von weltlichen Angelegenheiten und Relativierung von Wertvorstellungen sowie Natürlichkeit, Spontaneität und Nicht-Eingreifen.
Nach daoistischer Auffassung führt nur die Übereinstimmung mit dem Dao zu dauerhaftem und wahrem Glück. Involviertheit in weltliche Angelegenheiten führt dagegen zu einem Niedergang der wahren Tugend (De). Es wird somit als ratsam erachtet, Gleichmütigkeit gegenüber Gütern wie Reichtum und Komfort zu erlangen und sich vor übermäßigen Wünschen zu hüten.
Trotz dieser genuin daoistischen Ethik wurden im späteren Daoismus auch ethische Lehren des Konfuzianismus und Buddhismus übernommen. Ge Hong bezieht sich auf konfuzianische Tugenden, die Lingbao-Schule hat vom Buddhismus das universelle Heilsziel übernommen und der Quanzhen-Daoismus hat die ethischen Regeln für Mönche und Nonnen gleichfalls aus dem Buddhismus entlehnt.

## Daoismus als Religion

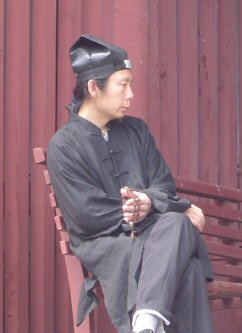
Daoistischer Priester am Tai Shan

Den Unterschied zwischen philosophischem und religiösem Daoismus, den dieser Artikel aus pragmatischen Gründen verwendet (s. o.), könnte man derart fassen, dass der philosophische Daoismus das Ideal des Weisen hat, der das Dao verwirklicht, indem er eine bestimmte Geisteshaltung einnimmt, während der religiöse Daoist danach strebt, Erleuchtung zu erlangen und das Dao zu verwirklichen, indem er durch unterschiedliche Methoden wie Meditation (Qigong, Taijiquan), Konzentration, Visualisation, Imagination, Atemtechniken, Alchemie, Ritual und Magie aus Geist und Körper, dem Mikrokosmos, ein Abbild des Makrokosmos erschafft und auf diese Weise eins wird mit dem Universum als De und dem ihm immanenten Dao.
Der Daoismus weist kein geschlossenes oder einheitliches System auf, da er sich auf viele heterogene Quellen bezieht. Das erste gesicherte Datum des Daoismus als Religion ist das Jahr 215 n. Chr., als Cao Cao die Kirche der Himmelsmeister anerkannte. 
Viele Schulen des Daoismus strebten nach Unsterblichkeit, sie sind wahrscheinlich aus schamanistischen Techniken und Unsterblichkeitskulten entstanden (siehe auch Fangshi und Wuismus), die während der Han-Zeit mit der philosophischen Richtung des Daoismus verbunden wurden. Das höchste Ziel des religiösen Daoismus ist die ewige Glückseligkeit als Xian (Unsterblicher), wobei Unsterblichkeit nicht zwangsläufig physisch ist, sondern auch metaphysisch und als nachtodliche Unsterblichkeit zu verstehen ist.
In allen Schulen des Daoismus streben ihre Anhänger danach, zum Ursprung zurückzukehren. Dies wird in Begriffen daoistischer Mystik z. B. die Rückkehr zur Einheit als Zustand, bevor es Unterscheidungen nach Himmel und Erde gab - oder die Erschaffung des kosmischen Embryo genannt. Diese Rückkehr geschieht, indem der daoistische Adept ein klassifizierendes System benutzt, dessen kosmologische Grundlagen Yin und Yang, die fünf Wandlungsphasen sowie andere numerologische Koordinaten sind, und sich in den Mittelpunkt des so von ihm konstruierten Kosmos begibt und einordnet, verbindet, bestimmt und benennt, um eine Integration zu erreichen und aus der Welt ein Instrument des Geistes zu machen.
Die daoistischen Götter, auch „Unsterbliche“ genannt, haben oft keine Geschichte, andere gehen auf historische oder legendäre Personen zurück, die als bedeutend für die Entwicklung von Land und Volk angesehen werden. Sie stellen aber eher eine Inkarnation von Funktionen als Individuen oder Götter im westlichen Verständnis dar. Neben den Göttern, von denen der Adept geheiligt wird, gibt es auch Götter, über die er befehlen kann. Die Triade der höchsten Gottheiten stellen die Drei Reinen dar.
Das daoistische Paradies liege im Kunlun-Gebirge im Westen, es gibt jedoch auch noch andere Gefilde der Seligkeit, wie die Penglai-Inseln, auf denen wohl die Wunderpflanze der Unsterblichkeit wächst. Die Höllenvorstellungen des Daoismus wurden vor allem aus dem Buddhismus übernommen.

### Verhältnis zum Buddhismus
Als der Buddhismus im 2. Jahrhundert nach China kam, wurde er zunächst als eine seltsam verzerrte Variante des Daoismus wahrgenommen, weil die ersten Übersetzer von buddhistischen Konzepten Begriffe aus der daoistischen Lehre verwendeten. Außerdem besagte eine daoistische Legende, dass die Gründerfigur Laozi nach Westen ausgewandert sei. In China erklärte man daher einfach, Laozi sei nach Indien gekommen und habe als Buddha die „Barbaren“ zum Daoismus bekehrt; diese hätten die Lehre aber nicht vollkommen begriffen, und so sei der Buddhismus entstanden.
Durch die gegenseitige Beeinflussung von Daoismus und Buddhismus entstanden auch neue Schulen. Ein erfolgreiches Beispiel einer solchen Verschmelzung ist der Chan-Buddhismus (chinesisch 禪 / 禅, Pinyin chán, W.-G. ch'an; Japanisch: 禅 zen; Koreanisch: 선 / 禪 seon; Vietnamesisch: 禅 Thiền). Sein Einfluss war prägend für die chinesische Tang- und Song-Zeit. Er besteht in Japan, Korea, und Vietnam als Zen-Buddhismus bis heute fort und ist auch noch in China und im Westen verbreitet.
Ein Beispiel für die Übernahme buddhistischer Ideen ist die daoistische Schule Quanzhen.
Die Idee des Nirwana im Buddhismus berührt sich mit der Auffassung des Daoismus, insbesondere des philosophischen Daoismus, wonach die Auflösung des Ichs zu Lebzeiten angestrebt werden soll und im Tode stattfindet. Richard Wilhelm beschreibt in seinem Kommentar zum Zeichen Nr. 52 des ersten Buches des I Ging, in welchem seiner Auffassung nach „so viel ‚Taoistisches‘ steht“, den Unterschied wie folgt:

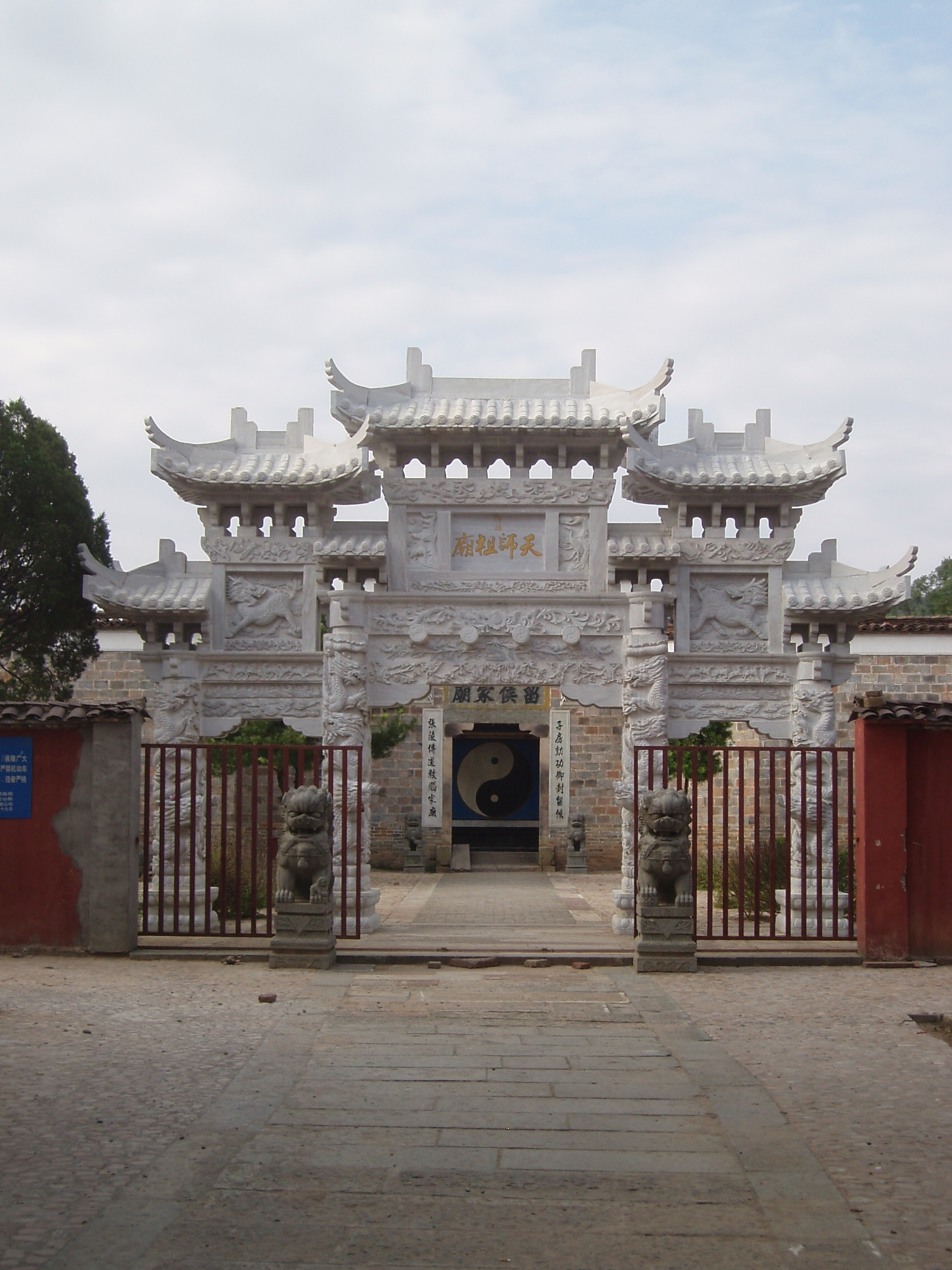
Tor eines Himmelsmeister-Tempels

„Während der Buddhismus die Ruhe erstrebt durch Abklingen jeglicher Bewegung im Nirwana, ist der Standpunkt des Buchs der Wandlungen, daß Ruhe nur ein polarer Zustand ist, der als seine Ergänzung dauernd die Bewegung hat.“

### Die Himmelsmeister
Im 2. Jahrhundert entstand die erste daoistische Organisation, eine Art „Kirche“, als Zhang Daoling (Chang Tao Ling) 142 n. Chr. in Sichuan die Bewegung der Himmelsmeister (tianshi dao) gründete. Zhang Daoling nahm dabei vermutlich Anleihen beim Buddhismus, möglicherweise auch beim monotheistischen Mazdaismus.
In der Gruppe, die nach einer Abgabe, die ihre Anhänger zu leisten hatten, auch „Fünf-Scheffel-Reis“-Bewegung (Wudoumi Dao) genannt wird, herrschten messianische und revolutionäre Gedanken vor: die Han-Dynastie sollte gestürzt werden, damit der Himmelsmeister Zhang Daoling regieren und die Endzeit beginnen konnte. In der Geschichte des Daoismus bildeten sich immer wieder auch andere Geheimbünde wie die Gelben Turbane, die Roten-Augenbrauen-Sekte oder die Taiping-Sekte, die häufig auch politische Ziele verfolgten.
Etwa 30 Jahre lang existierte sogar ein Himmelsmeister-Staat, der durch einen großen Verwaltungsapparat charakterisiert war. Die Bürokratie spiegelte die Vorstellung vom Himmel wider, der im Glauben der Himmelsmeister auch bürokratisch gegliedert ist. Bitten und Gebete wurden in Formularen verfasst und durch Verbrennung an die jeweils zuständigen Gottheiten geschickt.
In der Himmelsmeister-Bewegung entstand eine ausgeprägte Ethik und ein daoistischer Kultus. Durch die Pflichtbeiträge entwickelten sich die Gemeinden zu ökonomisch bedeutsamen Organisationen. Unter der Nördlichen Wei-Dynastie (386–534) traten immer mehr Mitglieder der Aristokratie der Himmelsmeister-Bewegung bei und einer der Wei-Kaiser erklärte den Daoismus sogar zur Staatsreligion. Auch viele Dichter und Künstler gehörten ihr an. 
Ab dem 2. Jh. wurde auch Laozi nicht mehr nur als alter Weiser gesehen, sondern als Gott verehrt. Ebenso wurde aus dem abstrakten Begriff des Dao eine personale Gottheit. Jedoch stellen die Götter des Daoismus eher eine Verkörperung von Funktionen als individuelle Entitäten dar. Die Ritualgötter sind im Allgemeinen entweder abstrakte Instanzen oder Verkörperungen von Naturkräften, zum Beispiel der Erde, der Flüsse, des Regens, der Berge. Auch der vergöttlichte Laozi stellt eher eine Hypostase des Dao und des daoistischen Heiligen dar, wie Zhuangzi ihn beschrieb, weniger eine personale Gottheit, wie sie der westlichen Vorstellung entspricht.

### Entwicklung zur Volksreligion
Schon die daoistischen Philosophen verwendeten bildhafte Geschichten und alte Volkssagen, um ihre Ideen zu erläutern. Während der Han-Zeit wurde der Daoismus mit älteren kosmologischen, theologischen und anthropologischen Vorstellungen verbunden, deren Spuren sich schon in der Shang-Zeit finden lassen. Diese älteren Vorstellungen stammen wahrscheinlich aus Unsterblichkeitskulten und der schamanistischen Tradition (siehe Fangshi). Auch mehr und mehr volkstümliche Bräuche, Riten und buddhistische Elemente hielten Einzug in die daoistischen Praktiken. Die daoistische Religion wurde polytheistisch und definierte sich durch eine gemeinsame liturgische Tradition. Die Liturgien wurden von Daoshi, daoistischen Priestern, ausgeführt. Es entstand ein reichhaltiger Götterhimmel, dessen genaue Ausformung sich von Schule zu Schule unterscheiden konnte, in dem sich aber drei oberste Gottheiten, die Drei Reinen, herauskristallisierten: Yuanshi tianzun, der Himmelsehrwürdige des Uranfangs, Daojun oder Lingbao tianzun, der Herr des Dao als der Himmelsehrwürdige des magischen Juwels, und Daode tianzun oder Taishang Laojun, der Himmelsehrwürdige des Dao und des De bzw. der höchste Herr Lao, welcher der vergöttlichte Laozi ist.

Das liturgische System bildet den formalen Rahmen für unterschiedliche lokale Kulte und das daoistische Pantheon wird bevölkert von kosmischen Gottheiten, Naturgöttern, Dämonen, Geistern, Unsterblichen (Xian) und Vollkommenen (Zhenren). Sitz des Pantheons sind heilige Berge und Grotten, die ein mikrokosmisches Abbild des Makrokosmos darstellen, sowie Tempel, Altar und Körper. 

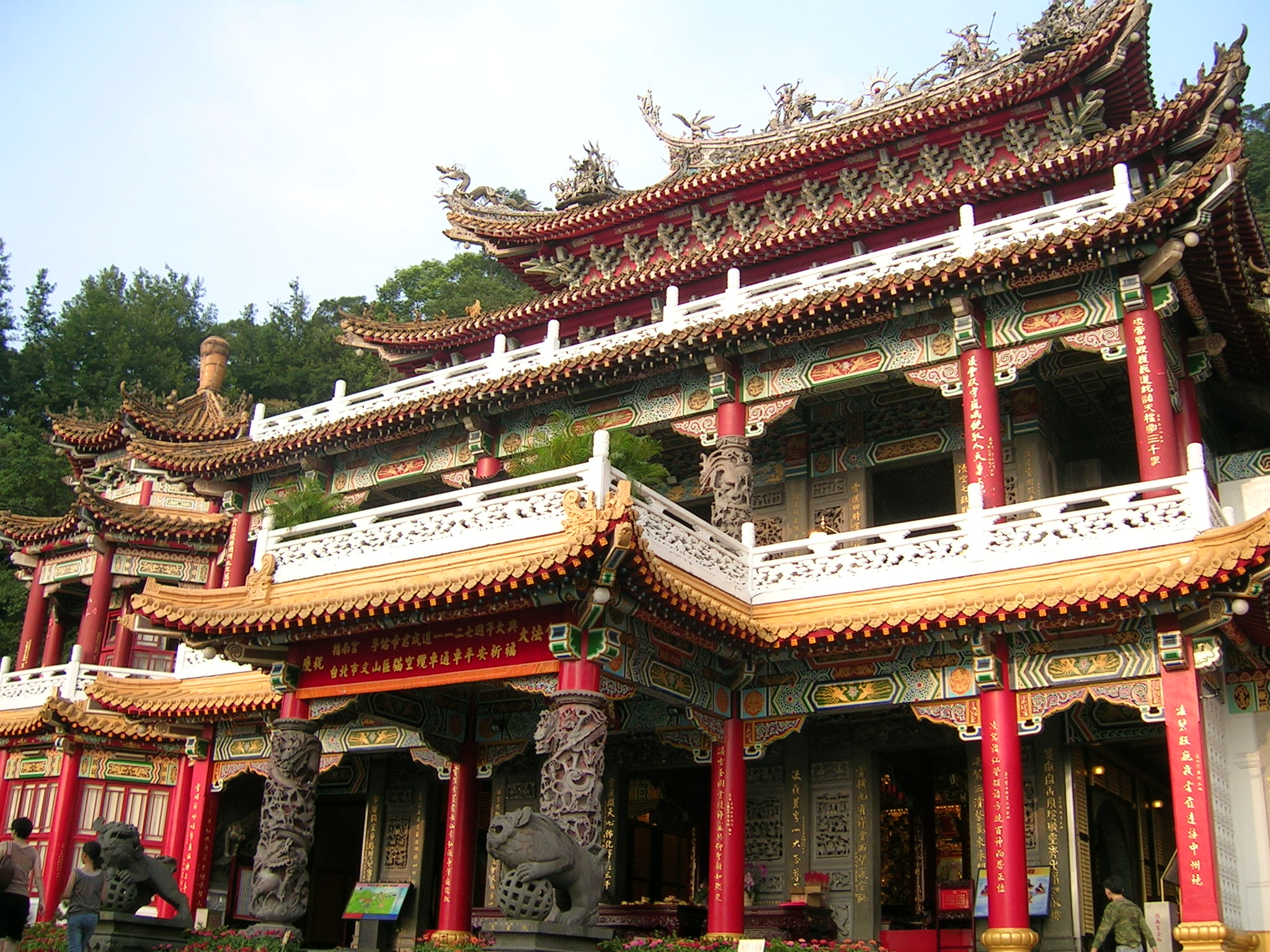
Zhinan Tempel, Taipeh

Durch die Himmelsmeister-Kirche Zhang Daolings vollzog sich eine gewisse Vereinigung der verschiedenen daoistischen Gemeinschaften. Diese starke und breitenwirksame Organisation wurde während der Sui- und Tang-Dynastie zu einer echten Volksreligion und religiösen Macht. Die Dynastie der Tang behauptete, von Laozi abzustammen, und machte seine Verehrung zu einem offiziellen Kult. Der daoistische Kaiser Xuanzong gründete landesweit daoistische Tempel und hatte eine große Vorliebe für daoistische Rituale. Aus der Ming- und Tangdynastie gibt es auch die meisten daoistischen Schriften. Es war die Blütezeit des Daoismus.
Unter der Song-Dynastie (960–1279) wurde der Daoismus dann vollständig in die Volkskultur integriert, u. a. dadurch, dass die lokalen und regionalen Organisationen durch Kaiser Zhenzong zu einem Netzwerk offiziell geförderter Tempel zusammengeschlossen wurden, die auch säkulare Aufgaben wie die Organisation von Märkten und das Eintreiben der Handelssteuer übernahmen.
Als Chinas letzte Dynastie, die Qing, im Jahre 1644 gegründet wurde, wurde der Daoismus mit Restriktionen und Verboten belegt, da die Qing dem orthodoxen Konfuzianismus nahestanden und die Mandschu Angst vor chinesischem Nationalismus hatten, weshalb sie lokale Organisationen unterdrückten.
Im Taiping-Aufstand 1849 wurden dann sämtliche Tempel, sowohl buddhistische als auch daoistische, zerstört und im Verlauf des 20. Jh. verstärkte sich die Tendenz immer mehr, die ursprüngliche chinesische Religion zu zerstören.

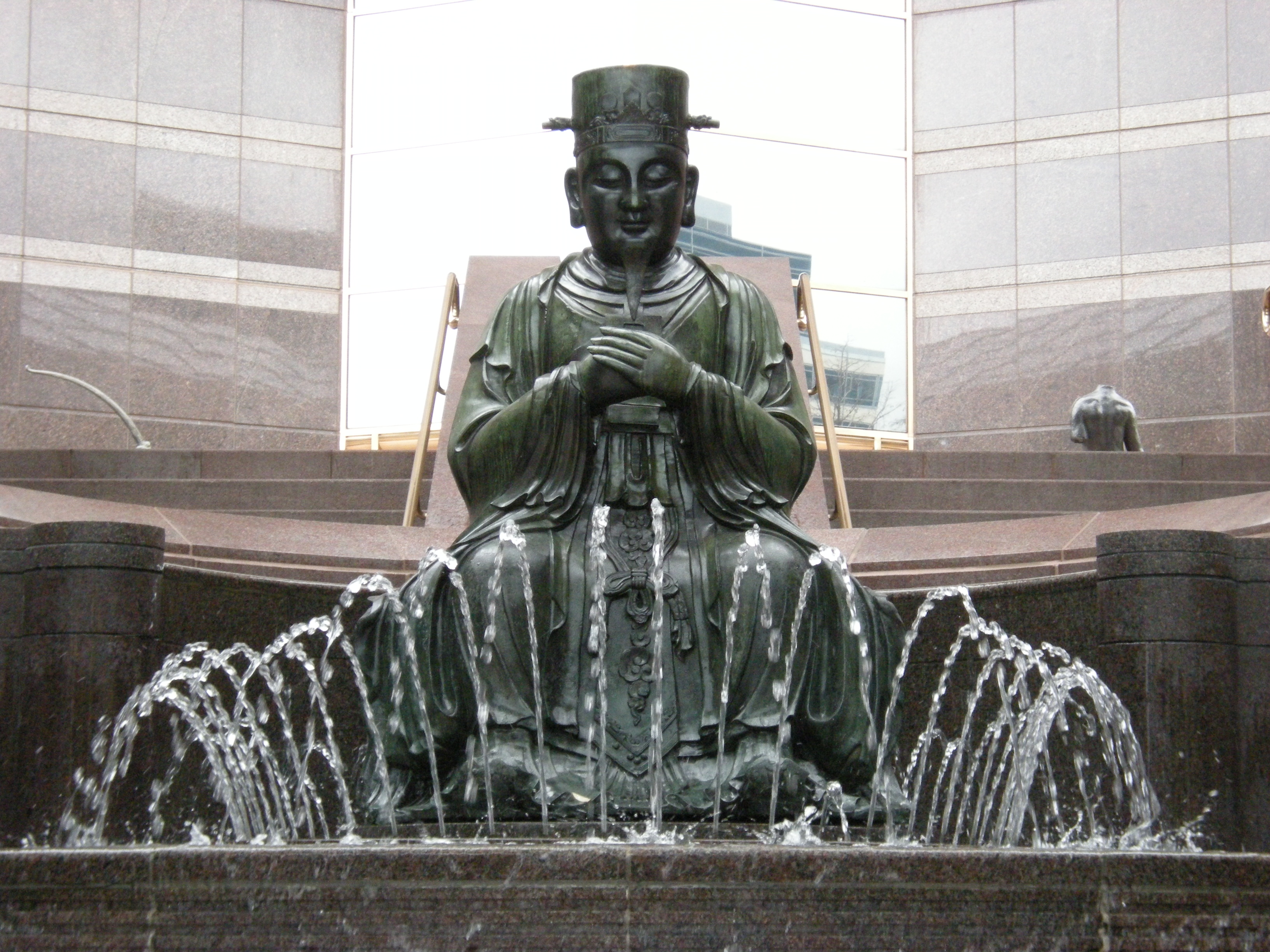
Daoistische Gottheit in einem Museum in Texas

### Daoistische Praktiken
Im Laufe der Jahrhunderte entstanden in China eine Vielzahl daoistischer Schulen mit unterschiedlichen Lehrinhalten und Praktiken. Ein Hauptmerkmal des religiösen Daoismus war jedoch in vielen Schulen die Suche nach Unsterblichkeit. Viele Praktiken haben ihre Ursprünge in den Praktiken der Fangshi des Altertums. Der daoistische Kanon (Daozang), der in seiner letztgültigen Fassung 1442 zusammengestellt wurde, gibt von den unterschiedlichen Praktiken einen Eindruck. Er enthält Tausende von Werken, und die Texte handeln u. a. von Philosophie, Liturgie, Ritualistik, Magie, Sexualpraktiken, Medizin, Imagination und mythischen Welten, Hagiographien, dem Yijing (I Ging), Alchemie, Moral, Meditationstechniken und Hymnen.
Die ersten Texte, die eine detaillierte Beschreibung der nach innen gewendeten Meditation gaben, waren die ab dem 4. Jahrhundert n. Chr. entstandenen der Shangqing-Schule, nämlich das Shangqingjing (Buch der großen Reinheit). Die Shangqing-Meditationen enthalten unterschiedliche Elemente: der Adept verkehrt rituell und imaginativ mit Göttern, rezitiert heilige Texte und visualisiert und durchläuft komplex strukturierte Elemente und Prozesse der Kosmologie, Mythologie und Symbolik des Daoismus. Die Visualisationen dieser Schule stellen Reisen in geistige Welten dar, wie sie schon von den Schamanen der Shang-Zeit ausgeführt worden sein sollen. Sie führen in Reiche der irdischen Paradiese, der Götter, der stellaren Welten, der Bewegungen von Yin und Yang und der verschiedenen Formen von Qi (Energie). Das Ziel der komplexen Techniken ist es, durch die Harmonisierung von Geist und Körper zur ursprünglichen Einheit zurückzukehren. Wiederholt stellen Kenner daoistischer Praktiken die Behauptung auf, bei diesen Reisen handele es sich – zumindest bei einigen Adepten – um außerkörperliche Erfahrungen.
Im Streben nach Unsterblichkeit entwickelten Daoisten viele alchemistische Techniken, später dann auch Techniken der Inneren Alchemie. Einer der bedeutenden Vertreter der Alchemie war Ge Hong. Etwa seit dem 4. Jahrhundert n. Chr.  wurde versucht, Elixire oder Pillen herzustellen, die das Leben verlängern. Dabei spielten Zinnober (Dan), Quecksilber (Gong) und Gold (Jin) eine besondere Rolle. Durch die Eigenschaften, die sie in chemischen Reaktionen zeigen, galten sie als Elemente, die die Unwandelbarkeit in äußerlicher Veränderung (ein zentrales Merkmal des Dao) verkörpern. Viele, die sich von den Pillen Langlebigkeit versprachen, starben an Quecksilbervergiftung, was wohl einer der Gründe dafür war, dass die Alchemie bis zum Ende der Tang-Zeit immer unpopulärer wurde und verstärkt eine Hinwendung zur inneren Alchemie stattfand. Durch die alchemistischen Forschungen wurden jedoch auch andere Gebiete befruchtet, beispielsweise das Schießpulver und halluzinogene Drogen entdeckt, ebenso wurde die Medizin beeinflusst.
Die Shangqing-Meditationen zeigen bereits eine Hinwendung von der äußeren zur inneren Alchemie, die sich im 9. Jh. dann vollends ausbildete. Anstatt Substanzen im Labor zu mischen, wurde der eigene Körper und Geist als „inneres Labor“ verstanden. Es galt nun, durch meditative Techniken das uranfängliche Chaos zu strukturieren und durch Kultivierung von Vitalität (Jing), Energie (Qi) und belebendem Geist (Shen) die Leere und Einheit zu verwirklichen.
Voraussetzung für diese Praktiken ist die Vorstellung, dass Analogien zwischen allen Ebenen bestehen, das heißt, dass Kosmos, Erde und Mensch analog strukturiert sind und sich in allen Details entsprechen.
Eine Schule, die sich durch buddhistische Beeinflussung verstärkt dem liturgischen Ritual zuwandte, war die Lingbao Pai. Eine der Hauptpraktiken, auch des heutigen Daoismus, stellen die daoistischen Rituale dar.
Ein weiterer Abkömmling des Daoismus ist das Feng Shui, welches ursprünglich Geomantie war, später sich aber darauf bezog, die Umgebung des Menschen nach bestimmten Prinzipien zu ordnen, um Glück, Erfolg und Harmonie zu erzeugen.

## Daoismus in der Volksrepublik China
Der Daoismus im 20. Jahrhundert zeichnet sich dadurch aus, dass es keine einheitliche Lehre gibt, sondern eine Vielzahl von Theorien und Praktiken, darunter auch sektiererische Entwicklungen und unorthodoxe Bewegungen.
Unter der sozialistischen Diktatur wurden die Religionen Chinas unterdrückt und verfolgt, während der Kulturrevolution wurden viele Klöster und Tempel zerstört, Schriften vernichtet und die Mönche und Nonnen umerzogen oder getötet. Im Untergrund waren die daoistischen Lehren in China jedoch immer vorhanden. Mittlerweile besinnt man sich auch in der Volksrepublik wieder auf das religiöse Erbe sowie auf das daoistische Handlungswissen in Bezug auf die Heilkunst. Viele Klöster und Tempel wurden wieder aufgebaut, Ausbildungsstellen für Mönche und Nonnen geschaffen und sogar einige universitäre Forschungsstellen für Daoismus eingerichtet. Es gibt um die 2000er Jahre in der VR China ungefähr 3000 daoistische Heiligtümer, die von ca. 25.000 Nonnen und Mönchen bewohnt werden.
Die daoistischen Tempel sind teilweise ökonomisch unabhängig, indem sie Hotels, Restaurants, Teehäuser oder Souvenirgeschäfte und Kampfkunstschulen betreiben und daoistische Organisationen engagieren sich in öffentlichen Bereichen wie dem Umweltschutz, Bildung oder Katastrophenhilfe.
Der Staat hat in der Volksrepublik eine offizielle Version des Daoismus durchgesetzt, die Wohlwollen, Patriotismus und den Dienst an der Öffentlichkeit betont. Die Ausbildung eines Daoisten in der Volksrepublik umfasst daoistische Doktrin, Rituale, Musik, Kalligrafie, Philosophie, Kampfkunst und die englische Sprache. Die „Daoistische Vereinigung Chinas“ wurde 1956 gegründet, 1957 registriert und hat ihren Sitz im Baiyun Guan (Tempel der Weißen Wolken) in Beijing. Entsprechend ihrer Zielsetzung ist die Vereinigung von der Volksregierung Chinas geführt und hat die Aufgabe, alle Daoisten des Landes zu vereinigen, das Land und den Daoismus zu lieben, die Verfassung, Gesetze, Regeln und die Politik des Landes zu beachten, das Erbe des Daoismus zu pflegen sowie geistliche Angelegenheiten auszuüben. Viele daoistische Priester sind jedoch nicht gemeldet und gehören nicht den Regierungsorganisationen an, sodass die Statistiken widersprüchlich sind. Die wieder aufgebauten Tempel sind gut besucht und zu einigen Anlässen wie dem Laternenfest kommen Zehntausende von Pilgern, woraus man schließen kann, dass der Daoismus auch in der Volksrepublik noch eine große Rolle spielt.
Von dieser starken Einschränkungen unterworfenen Religionsfreiheit ausgeschlossen sind staatlich nicht zugelassene und damit nicht kontrollierbare daoistische Gemeinschaften. Sie gelten als Sekten und häretische Kulte und sind staatlicher Verfolgung ausgesetzt. Yi Guan Dao (Weg des alles durchdringenden Prinzips) oder Huangtian Dao (Weg des Gelben Himmels) werden besonders stark verfolgt. Während in den 1950er Jahren Christen überwiegend langjährige Haftstrafen verbüßten, wurden Yiguan Dao-Anhänger nach ihrer Verhaftung meist hingerichtet. Noch in den 1990er Jahren gab es Verhaftungen von Yiguan Dao-Gläubigen. Der Grund für die härtere Verfolgung ist geschichtlich bedingt, da gerade Yiguan Dao mehrfach an revolutionären Bewegungen beteiligt war.
Viele Daoisten flohen nach Taiwan oder Südostasien, wo der daoistische Kultus nach wie vor blüht. Im heutigen China existieren noch zwei Hauptlinien der religiösen daoistischen Tradition, der Quanzhen-Daoismus (Schule der vollständigen Wahrheit), auch als neidan, innere Alchemie, bezeichnet, und der Zhengyi-Daoismus (Schule der orthodoxen Einheit), welcher direkt auf die Tradition der Himmelsmeister zurückgeht.
Die Quanzhen-Daoisten leben monastisch und zölibatär und legen die Hauptpraxis auf Meditation, während die Zhengyi-Daoisten heiraten dürfen und auch in priesterlichen und magischen Funktionen, beispielsweise als Ritualpriester bei Tempeln, Familien und Einzelpersonen, d. h. auch bei Begräbnis- und Hochzeitsriten oder Exorzismen und Heilungen arbeiten. Der Zhengyi-Daoismus besitzt im Gegensatz zum Quanzhen, der stark buddhistisch beeinflusst ist, eine ausgeprägte Ritualistik und magische Praktiken. Die Rituale führen sich zu einem großen Teil auf die Schule der Lingbao Pai zurück. In den Tempeln, in die die Zhengyi-Priester eingeladen werden, werden meistens Lokalgötter verehrt. Viele volkstümliche Elemente sowie auch teilweise schamanistische Elemente wurden in den heutigen Zhengyi-Daoismus aufgenommen.
Es werden Rituale zu vielen Anlässen durchgeführt: zum Geburtstag des Lokalgottes, zur Restaurierung eines Tempels oder um eine neue Götterstatue einzuweihen. Ein Ritual kann bis zu neun Tage dauern und ist oft verbunden mit Theateraufführungen, Prozessionen und Opfern. Viele Rituale sind ausgeprägt liturgisch. Das Hauptritual ist eines der kosmischen Erneuerung und Rückverbindung.
Die monastische Quanzhen-Schule unterscheidet sich vom Zhengyi durch das zurückgezogene Leben der Adepten in der Meditation und inneren Alchemie, ohne der Allgemeinheit die Arbeit in einem praktizierten Ritualservice anzubieten. Innere Alchemie strebt nicht nach Herstellung eines Stoffes oder physischer Unsterblichkeit, sondern ist eine Erleuchtungstechnik, eine Methode der Ordnung von Selbst und Welt. Sie ist eine operative Disziplin, die durch einen schöpferischen Akt zur Geburt eines neuen Menschen führen soll und die Erhöhung des Geistes über die Welt anstrebt. Da in der Quanzhen-Schule viele Elemente des Buddhismus übernommen wurden, besitzt sie einen stark spekulativen Charakter und die Texte dieser Schule sind durch bestimmte Merkmale charakterisiert:
die geistige und physische Schulung, die Praxis unterschiedlicher Techniken wie Atemübungen, Visualisationen und innerer Alchemie, die Übernahme bestimmter Spekulationen des Buddhismus, z. B. über Wu (Leere) und You (Dasein) und die Methode der Gong'ans (jap. Kōan), die Übernahme konfuzianischer Werte und die systematische Verwendung des Yijing sowie alchemistischer Techniken in einer metaphorischen, geistigen Form.
Techniken der Shangqing-Schule werden nach wie vor von Zhengyi und Quanzhen praktiziert.

## Daoismus als Philosophie
Dem philosophischen Daoismus liegt die Suche nach dem Ursprung des Daseins und die Vermutung des Dao zugrunde. Im Gegensatz zum religiösen Daoismus werden jedoch liturgische Praktiken und Götter- und Dämonenglaube weitgehend abgelehnt. Verschiedene grundlegende philosophische Einsichten werden jedoch auch im religiösen Daoismus geteilt. Außerhalb der modernen Sinologie hat sich in der westlichen Welt, insbesondere seit Richard Wilhelm, eine eher atheistische bzw. pantheistische, geistig geprägte Ansicht des philosophischen Daoismus etabliert, der somit getrennt vom religiösen Daoismus gesehen wird. Die Frage, ob die Nichtbeweisbarkeit des Dao ein gemeinsames Merkmal mit Glauben in Religionen ist, wird individuell unterschiedlich gewertet. Logisches Denken und die Erfassung der Wirklichkeit nehmen im philosophischen Daoismus, in welchem auch agnostische Züge zu erkennen sind, einen sehr hohen Stellenwert ein. Letztlich ist es jedoch das intuitive Schauen, welches als Weg zum Dao dienen kann. Die Autoren der drei Hauptwerke des daoistischen Kanons, Laozi, Zhuangzi, und Liezi, werden entweder als historische Persönlichkeiten oder als eine Gruppe von Philosophen bzw. Schulen aufgefasst. In seinem 1925 veröffentlichten Kommentar legt Richard Wilhelm die von ihm bevorzugte philosophische Ansicht des Daoismus dar, wobei sich auffällige Ähnlichkeiten mit modernen Auffassungen in der Physik, insbesondere der Heisenbergschen Unschärferelation zeigen (u. a. letzter Satz des Zitats):

„Die chinesische Philosophie beginnt nun in Laotse damit, daß sie den Anthropomorphismus in der Religion radikal beseitigt. […] Dennoch ist Laotse weit davon entfernt, den Naturverlauf für etwas Zufälliges, Ungeordnetes zu halten. So ist er von allem Skeptizismus und Pessimismus frei. Er ist nicht ein bloßer Bekämpfer der volkstümlichen Religion, sondern er bringt etwas an ihrer Stelle, das sie ersetzen kann, weil es höher ist und weiter führt. […] Der Konfuzianismus hatte beim Himmel halt gemacht. […] Für Laotse war der Himmel immer noch nicht das Höchste und Letzte. Das Höchste und Letzte war auch über die Persönlichkeit, ja über jedes irgendwie wahrnehmbare und definierbare Sein erhaben. Es war nicht ein Etwas neben oder über anderen Dingen. Es war aber auch nicht ein Nichts, sondern es war etwas, das sich den menschlichen Denkformen schlechthin entzog.“

Durch logische Schlussfolgerung kam die daoistische Philosophie zu der Erkenntnis, dass Körper, wie z. B. Pflanzen, Tiere, Menschen, Himmelskörper (oder sogar eventuell existierende Götter, Paradiese u. Ä.) Raum (und Zeit) zu ihrer Existenz benötigen. Die Frage stellte sich immer wieder: „Wenn es existiert, worin existiert es?“ Dieser Raum kann allgemein als „das Grenzenlose“ oder „die Leere“ bezeichnet werden. Laozi weist im elften Abschnitt des Daodejing auf das Nichts, die Leere, hin, welche erst das Werk ermöglicht. Im sechsten Abschnitt heißt es: „Der Geist des Tales stirbt nicht…“ Richard Wilhelm erklärt dazu in seinen Erläuterungen, dass der Kern der Bedeutung der leere Raum zwischen zwei Bergwänden sei, nicht das, was wir gewöhnlich unter dem Begriff „Tal“ verstünden. Damit ist die gleiche Leere gemeint, welche es auch dem Universum ermöglicht, sich grenzenlos auszudehnen.

Im 16. Abschnitt gibt Laozi mit der Aussage „Schaffe Leere bis zum Höchsten!“ den zentralen Punkt seiner Lehre. Die Vereinigung mit dieser Leere, die existiert und alles umfasst, aber nicht greifbar ist, und doch alles Leben ermöglicht, ist ein Ziel, welches im Daoismus in der Meditation angestrebt werden kann. Weitergehende Konzeptionen wie das „Nichtsein“ bzw. das „Nichtseiende“ und das „Unräumliche“) bleiben der individuellen Erfahrung vorbehalten, da sie sich bei der angestrebten (und evtl. erreichten) Auflösung des Ichs (vgl. Liä Dsi, Buch I, Abschnitte 4, 7. u.8; Dschuang Dsi, Buch XVII, Abschnitt 3; Laotse, Abschnitt 56) nicht anderen gegenüber in Worten vermitteln lassen (vgl. Dschuang Dsi, Buch XXII, Abschnitt 4). Die Erkenntnis der Wirklichkeit der Grenzenlosigkeit von Raum und Zeit kann die Ausbreitung des Geistes in alle Richtungen bis zur Auflösung des Ichs (welches in Anbetracht dieses Unfassbaren als unzureichend erscheinen muss) und die Verbindung mit dem Dao in die subjektive Erfahrbarkeit treten lassen. Eine Unendlichkeit bzw. Grenzenlosigkeit von Raum und Zeit lässt darüber hinaus den logischen Schluss zu, dass alles darin sich an jedem Ort und zu jeder Zeit in der Mitte befinden kann, und auch somit eine Verbindung zum Dao gefühlt werden kann. In ihrem Buch Die Lehren des Tao zitiert die Herausgeberin Eva Wong eine Anleitung zur Meditation aus 'Die Schrift des Heiligen Geistes der Geheimnisvollen Grotte über Konzentrierte Betrachtung (Tung-hsüan ling-pao ting-kuan ching)': 

„Stille Betrachtung beginnt im Geist. Wenn ein Gedanke aufsteigt, musst du ihn sofort aufhalten, damit du deine Stille aufrechterhalten kannst. Dann entledige dich aller Illusionen, Wünsche und umherschweifender Gedanken … Konzentriere dich auf den leeren Geist … Wenn du in deiner Meditation Stille erlangst, solltest du dich bei alltäglichen Aktivitäten wie Laufen, Stehen, Sitzen und Schlafen in diesem Geisteszustand üben. Sei inmitten von Ereignissen und Aufregung entspannt und gelassen. Ob Dinge eintreten oder nicht, dein Geist sollte leer sein.“

In diesem Sinne kann auch der Schluss des 10. Abschnitts in Buch II bei Zhuangzi interpretiert werden: 

„Vergiß die Zeit! Vergiß die Meinungen! Erhebe dich ins Grenzenlose! Und wohne im Grenzenlosen!.“

Den Bezug herausragender Philosophen und Denkern der westlichen Welt wie Epikur, Kant, Hebbel, Spinoza, Heraklit, Bruno, Schelling, Schopenhauer, Schleiermacher, Kierkegaard, Rousseau, Goethe, Tolstoi u. a. zu Gedanken des philosophischen Daoismus hat erstmals Richard Wilhelm in seinen Übersetzungen und Kommentaren in adäquater Form herausgearbeitet. In dem folgenden Zitat aus seinen Erläuterungen zu Liä Dsi (Liezi), Buch V, Abschnitte 1 u. 2 (Gespräch mit vier hauptsächlichen Fragen von 'Tang von Yin' an 'Gi von Hia'), beschreibt Richard Wilhelm die offensichtliche Synchronizität der Antinomien der reinen Vernunft von Immanuel Kant (Angaben in eckigen Klammern entstammen dem Text des Buches V, 1. Abschnitt und sind zur Vereinfachung eingefügt): 

„Die erste Frage [»Gab es am Uranfang keine Welt?«] befaßt sich mit der ersten Hälfte der ersten Antinomie der reinen Vernunft, wobei sich die Auffassung stark auf die Seite der Kantschen Antithesis neigt.
Die zweite Frage [»Gibt es dann im Raum eine äußere Grenze und letzte einfache Teile?«] betrifft gleichzeitig die zweite Hälfte der ersten Antinomie – Grenzen des Raumes – und die zweite Antinomie – Existenz oder Nicht-Existenz letzter einfacher Teile –. Auch hier ist die Hinneigung zur Kantschen Antithesis beachtenswert.
Die dritte Frage [»Und wie ist es jenseits der vier Meere?«] behandelt das Problem der durchgehenden Gültigkeit der Kausalität. Obwohl der Wortlaut etwas abweicht, lassen sich die Ausführungen, besonders die der Antwort Gis mit der dritten Kantschen Antinomie zusammenstellen. Hier zeigt sich in der Behauptung, daß die Welt zur Natur gehöre, noch unverhohlener als zuvor die Betonung der Antithese, obwohl auch hier noch mit dem Zusatz »Anderseits übersteigt das auch das Wissen« die wissenschaftliche Vorsicht gewahrt bleibt … Die vierte der Fragen Tangs bezieht sich darauf, ob es in der Welt einen absoluten Maßstab gibt oder alles nur relativ ist. Man kann sie ihrem Kern nach mit der von Kant aufgestellten vierten Antinomie – schlechthin notwendiges Wesen – zusammenstellen. Auch hier zeigt die Antwort die Richtung auf die Antithesis.“

## Daoismus im Abendland
Die Geschichte der Rezeption des Daoismus in der westlichen Welt ist über 200 Jahre alt, und vor allem das Daodejing beeinflusste u. a. Kunst, Literatur, Psychologie und Philosophie mit Wirkung auf gesellschaftliche Strukturen und naturwissenschaftliche Erkenntnisse.
Die erste Übersetzung des Daodejing ins Lateinische durch einen Jesuiten stammt aus dem Jahr 1788. Von den 60er Jahren des 19. Jh. bis Anfang des 20. Jh. erschienen dann größere Mengen an Laozi-Übersetzungen, die hauptsächlich von Missionaren angefertigt wurden, sodass es nicht verwunderlich ist, dass die meisten dieser Übersetzungen tendenziös christlich sind. Auch die im deutschen Sprachraum bekannteste Übersetzung von Richard Wilhelm will ihren christlichen, von westlicher Bildung geprägten Hintergrund nicht leugnen.
Im 19. Jh. wurde dann die Rezeption des Daoismus im Westen stark durch die Theosophische Gesellschaft, die eine Mischung aus indischer Mystik und westlichem Okkultismus propagierte, beeinflusst.
Nach dem Ersten Weltkrieg verstärkte sich das Interesse an östlicher Philosophie und Religion und insbesondere die Pazifisten wandten sich dem Wu wei, dem Nicht-Handeln zu. So rief beispielsweise der deutsche Dichter Klabund im Jahr 1919 in seiner Schrift „Hör es Deutschland“ das Volk auf, nach dem heiligen Geist des Dao zu leben, und in Deutschland brach durch die Übersetzungen des Zhuangzi und des Laozi durch Richard Wilhelm und durch Martin Buber eine regelrechte Daoismus-Euphorie aus, die sich unter Literaten und Künstlern verbreitete. So wurden insbesondere Hermann Hesse, Alfred Döblin und Bertolt Brecht durch diese Übersetzungen beeinflusst.
Alfred Döblins Roman „Die drei Sprünge des Wang-lun“ und Charles Waldemars „Das Kleinod des Lao-Tse“ zeigen zum Beispiel eine starke Annahme daoistischen Gedankengutes, insbesondere des Wu wei, und Hermann Hesses gesamtes Werk ist von östlicher Philosophie durchdrungen. Prominentestes Zeugnis von Bertolt Brechts intensiver Auseinandersetzung mit dem Daoismus seit etwa 1920 („… der stimmt mit mir so sehr überein“) ist sein 1938 entstandenes Gedicht Legende von der Entstehung des Buches Taoteking auf dem Weg des Laotse in die Emigration.
Die Rezeption des Daoismus durch die Tiefenpsychologie fällt auch in die Zeit des Zweiten Weltkrieges. Carl Gustav Jung fand in Übersetzungen der daoistischen Werke „Das Geheimnis der goldenen Blüte“ und des älteren „Yi Jing“ durch Richard Wilhelm starke Anregungen zur Entwicklung seiner eigenen psychologischen Theorien und er schrieb zu beiden das Vorwort.
In den 1920er Jahren wurden dann die Ideen des Daoismus von dem damals populären Philosophen Hermann Graf Keyserling aufgenommen und verbreitet, der in den daoistischen Klassikern die tiefsten Aussprüche zur Lebensweisheit als "harmonisches Ganzheitsgebilde" fand.
Auch der Philosoph Martin Heidegger wurde durch Übersetzungen daoistischer Texte durch Richard Wilhelm und Martin Buber inspiriert, jedoch auch der Zen-Buddhismus beeinflusste sein Werk. Heideggers nicht nihilistische Darstellung vom Nichts als „Fülle“ scheint direkt auf den Daoismus zurückzugehen.
Karl Jaspers, ein anderer Existenzphilosoph des 20. Jahrhunderts schrieb das Werk Lao-tse/Nagarjuna – zwei asiatische Mystiker, in dem er sich um das Verständnis des Daoismus bemühte, und auch Ernst Bloch setzte sich mit dem Daoismus mit der Intonation der Fähigkeit zur Anpassung an den stetigen Fluss von Veränderungen auseinander.
Nach dem Zweiten Weltkrieg wurde der Daoismus in der westlichen Welt auch durch Exil-Chinesen verbreitet, die sich aufgrund der politischen Zustände in ihrem Heimatland z. B. in den USA aufhielten. Ein prominenter Vertreter war etwa Gia-Fu Feng, der seit 1947 permanent in den USA lebte und dort den Daoismus zu lehren begann. Insbesondere die Beatniks wie Jack Kerouac oder Alan Watts waren teilweise stark dadurch beeinflusst: „Gia-Fu was The Real Thing“. Auch in Europa fand er zahlreiche Anhänger. Über den Zen-Buddhismus fand der Daoismus weiteren Eingang in die westliche Kultur. Breiten Raum fand dabei die Darstellung des Daoismus als Ursprung des Zen wie z. B. in Alan Watts Werk „The Way of Zen“. Diese Ideen fanden später auch in der Hippie-Bewegung Verbreitung. In den 1970er und 1980er Jahren wurde das Dao als Heilmittel für die erkrankte westliche Kultur in Europa gesehen. Der Daoismus wurde trivialisiert und vornehmlich auf die ältere Yin-und-Yang-Lehre bezogen und breitete sich in dieser Form in der New Age-Bewegung aus.
Nach Fritjof Capras Das Tao der Physik von 1976 erschienen dann größere Mengen an populärdaoistischen und trivialisierenden Werken wie Das Tao-Kochbuch oder Easy Tao, wobei Capras Ansatz eine verstärkt oberflächliche Popularisierung des Dao eingeleitet hatte. Peter Sloterdijk reagierte demgemäß in seinem Buch Eurotaoismus spöttisch auf dieses „östliche Philosophie fast food“.
Aber auch in modernen wirtschaftlichen Bereichen finden bereits taoistische Einsichten und Erkenntnisse eine breite Anwendung, insbesondere bei der authentischen Unternehmensleitung bzw. im bereichsübergreifenden Management.

## Unterschiedliche Transkriptionen
| Langzeichen | Kurzzeichen | Pinyin    | Wade-Giles   | Lessing-Othmer | im deutschen Sprachraum üblich |
| ----------- | ----------- | --------- | ------------ | -------------- | ------------------------------ |
| 道          | 道          | Dào       | Tao          | Dau            | Tao                            |
| 道教        | 道教        | Dàojiào   | Tao-chiao    | Dauismus       | Taoismus / Daoismus            |
| 道家        | 道家        | Dàojiā    | Tao-chia     | Dauismus       | Taoismus / Daoismus            |
| 老子        | 老子        | Lǎozǐ     | Lao-tzu      | Lao-Tse        | Laotse                         |
| 道德經      | 道德经      | Dàodéjīng | Tao-te-ching | Daudedsching   | Tao-te-king                    |
| 莊子        | 庄子        | Zhuāngzǐ  | Chuang-tzu   | Dschuang Dsï   | –                              |
| 太極        | 太极        | Tàijí     | T'ai-chi     | Tai-dji        | Tai Chi                        |